# Scaramella va alla guerra
Scaramella va alla guerra è una villotta appartenente al repertorio profano e popolare della Musica antica.

## Origine
Il brano popolare è di origine italiana, molto diffuso soprattutto durante il Quattrocento ed il Cinquecento, probabilmente conosciuto dai contemporanei anche altrove. Il testo venne utilizzato da Josquin Desprez per la composizione di una delle sue frottole.

## Testo
colla lancia et la rotella

La zombero boro borombetta,

La boro borombo

Scaramella fa la gala

colla scharpa et la stivala

La zombero boro borombetta,

La zombero boro borombo»